# City Without Baseball
City Without Baseball (tạm dịch: Thành phố Không Bóng Chày; tiếng Trung: 無野之城) là một bộ phim Hồng Kông năm 2008 được đạo diễn bởi nhà làm phim Hồng Kông Lawrence Ah Mon, kể về một thành phố không biết môn bóng chày là gì và luôn luôn có sự trống vắng tại những sân vận động được xây dựng gần thành phố ấy.

## Nội dung
Những diễn viên trong phim thực chất chính là Đội bóng chày Quốc gia Hồng Kông. Trong bộ phim, họ đã đóng vai của mình và kể lại câu chuyện của đội năm 2004. Sự cô lập của mỗi thành viên đã khiến cả đội không thể lựa chọn giữa tình yêu và tình bạn, vì vậy họ đã trở nên đơn côi và không kết nối với thế giới bên ngoài.

## Giải thưởng
2008
- Giải thưởng Hong Kong Film Critics Society Awards cho hạng mục Top 7 Bộ phim Được Yêu thích.
- Giải thưởng Taiwan Film Critics Society Awards cho Top 10 Bộ phim Trung Quốc Xuất sắc Nhất.

## DVD và VCD
Bộ phim sau đó đã được phát hành dưới dạng VCD vào ngày 3 tháng 10 năm 2008 và sau đó là đĩa DVD Region 3 được phát hành vào ngày 10 tháng 10 năm 2008.